# Anthony Cronin
Anthony Cronin (ur. 1928 w hrabstwie Wexford, zm. 28 grudnia 2016) – irlandzki poeta, powieściopisarz, krytyk literacki.
Jeden z członków założycieli Aosdány, wybrany Saoi w 2003. Mieszkał w Dublinie.

## Twórczość

### Poezja
- Poems (1958)
- Collected Poems, 1950-73 (1973)
- Reductionist Poem (1980)
- 41 Sonnet Poems (1982)
- RMS Titanic (1981)
- New and Selected Poems (1982)
- The End of the Modern World (1989)
- Relationships (1992)
- Minotaur (1999)